# Charles Soubre
Charles Soubre (Luik, 4 februari 1821 - aldaar, 30 januari 1895) was een Belgisch kunstschilder en docent.

## Biografische schets
Charles Soubre stamde uit een kunstzinnige familie. Hij was de zoon van Jean Joseph Soubre en Marie Françoise Hubertine Thyriard. Een van zijn broers was de componist Étienne Soubre. Diens zoon Charles Étienne Soubre was een bekend architect.
Hij werd opgeleid aan de Academie voor Schone Kunsten te Luik door onder anderen Barthélemy Vieillevoye en Gilles-François Closson. Op deze academie doceerde hij tekenen van 1854 tot 1889.
Charles Soubre was gehuwd en had ten minste twee dochters. Zijn oudste dochter, Françoise, huwde de ingenieur Albert Battaille. Zijn tweede dochter, Eugénie, huwde de schilder Emile Delperée (geboren Daxhelet), die tevens zijn leerling was.
Hij overleed op 73-jarige leeftijd en werd op 1 februari 1895 begraven op de begraafplaats van Robermont in Luik. 

## Stijl en thematiek
De schilderstijl van Charles Soubre neigde naar de romantiek. Hij creëerde onder andere grote historische en heroïsche schilderingen. Daarnaast schilderde hij portretten, landschappen, zaaldecoraties en fresco's.

## Collecties
Het werk van Soubre is voornamelijk te zien in musea in Luik. In het Museum voor Schone Kunsten (sinds 2016 La Boverie) bevindt zich mogelijk zijn bekendste werk: Le départ des volontaires liégeois pour Bruxelles, een sterk patriottisch werk uit 1878, dat herinnert aan de begindagen van de Belgische Revolutie. Een daarmee verwant schilderij is L'Arrivée de Charles Rogier et des volontaires liégeois à Bruxelles, dat zich in het Koninklijk Museum van het Leger en de Krijgsgeschiedenis in Brussel bevindt.
Twee complete zaaldecoraties van Soubre zijn te bewonderen in twee verschillende gebouwen in Maastricht, toevallig beide gelegen aan het Vrijthof. De ene zaaldecoratie is in 1860 ter plekke geschilderd en bevindt zich in de grote salon van het Generaalshuis, tegenwoordig de Edmond Hustinxzaal van het Theater aan het Vrijthof, een veelgebruikte trouwlocatie. De voorstellingen personifiëren de vier jaargetijden, de vier elementen en de vier kunsten: architectuur, beeldhouwkunst, schilderkunst en poëzie. De andere zaaldecoratie bevindt zich in de zogenaamde TEFAF-zaal in het Museum aan het Vrijthof. De met mythologische figuren beschilderde panelen zijn niet oorspronkelijk voor deze locatie bedoeld, maar omstreeks 1972 door de kunsthistoricus prof. dr. J.J.M. Timmers ingepast in een eveneens van elders afkomstige zaalbetimmering. Van deze zaaldecoratie zijn na de verbouwing van het museum in 2010-2012 alleen de supraporten teruggeplaatst; waar de vijf plafondstukken zijn gebleven, is onbekend.

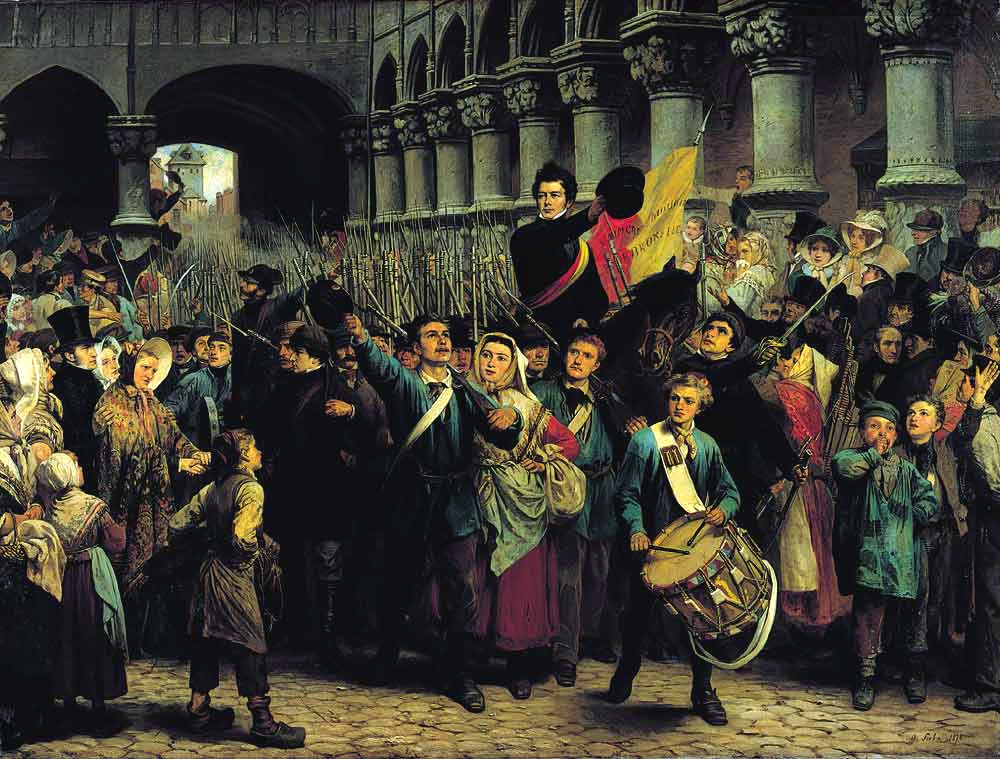
Le départ des volontaires liégeois pour Bruxelles (1878)
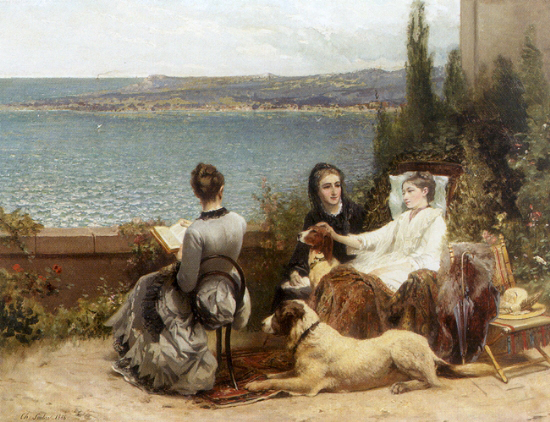
Les dames de l'été avec leur chien (1883)
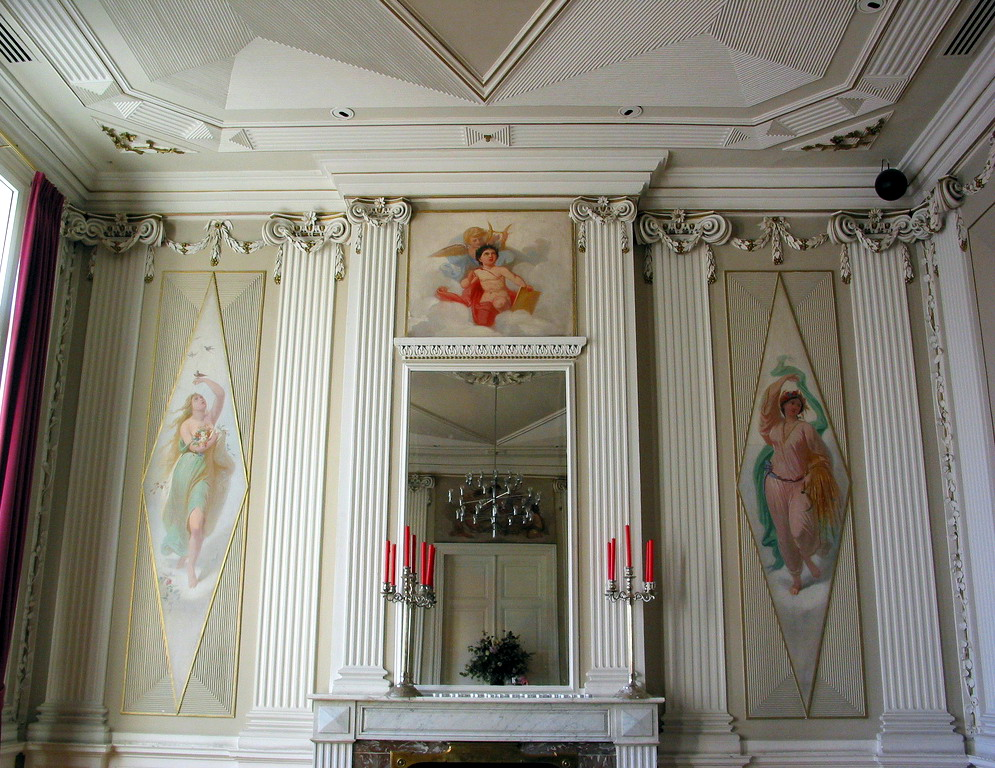
Zaaldecoratie Generaalshuis, Maastricht (1860)
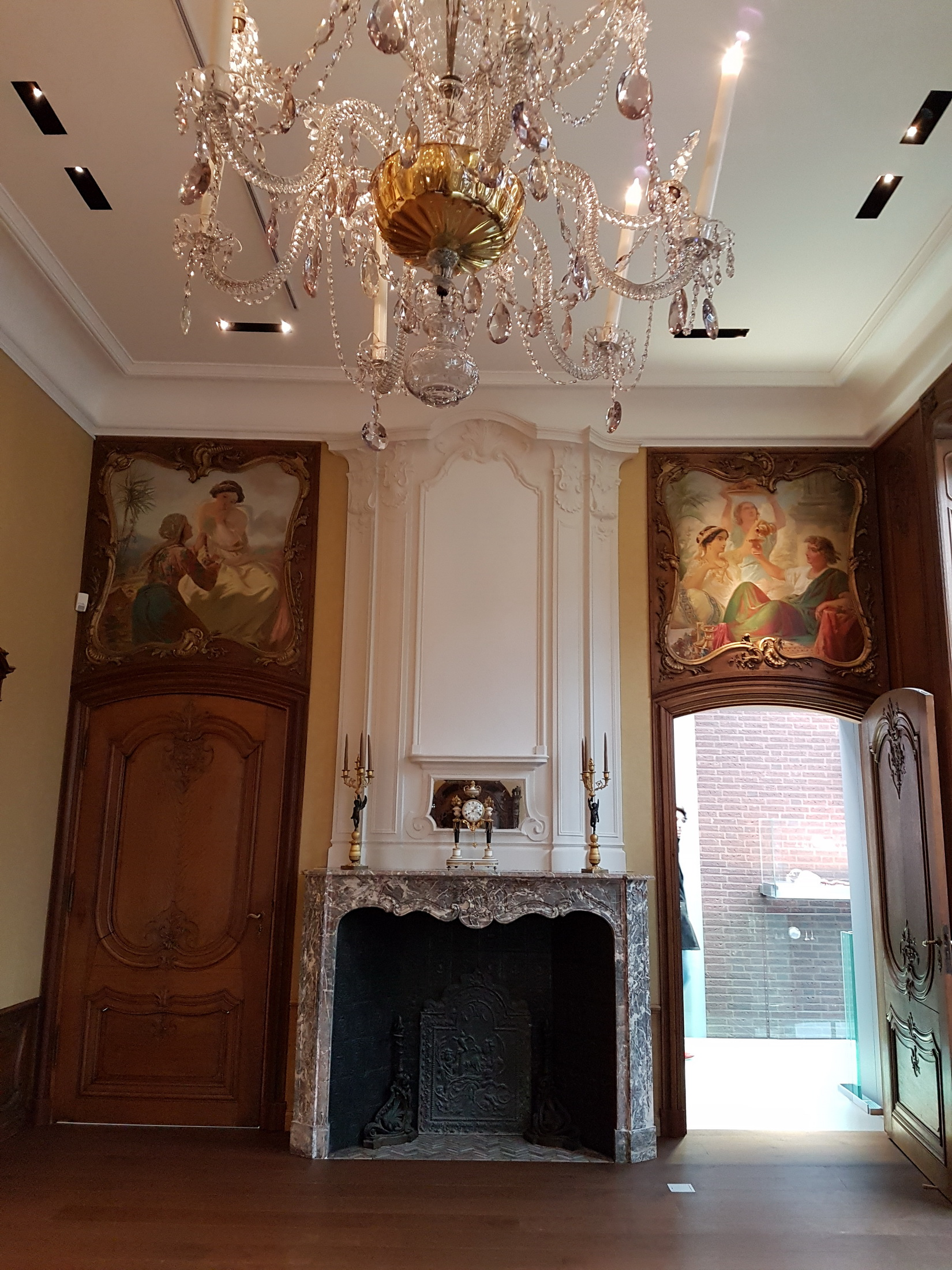
Zaaldecoratie Museum aan het Vrijthof, Maastricht

- RKD-Nederlands Instituut voor Kunstgeschiedenis: 74009
- Union List of Artist Names: 500173064
- Virtual International Authority File: 151177809